# Rio de Contas
Rio de Contas là một đô thị thuộc bang Bahia, Brasil. Đô thị này có diện tích 1052,302 km², dân số năm 2007 là 13681 người, mật độ 13 người/km².